# Хибики-Нада
Хибики-Нада (яп. 響灘 хибики-нада) — плёс (пролив) на юго-западе Японского моря. На востоке море омывает остров Хонсю (префектура Ямагути), на юге — Кюсю (префектура Фукуока). На юго-востоке через пролив Каммон сообщается с плёсом Суо-Нада Внутреннего Японского моря.
Средняя глубина плёса — 32,9 м; наибольшая — около 80 м.
Хибики-Нада опасен для судоходства из-за быстрого течения. В этом районе распространено рыболовство, добывают скумбрию и кальмаров.